# Анали
Аналите (на латински: Annales – летописи, от annus – година или annalis – годишен, който продължава година) са историографски произведения, в които се изреждат/изброяват последователно в хронологичен ред важните исторически събития. По същността си аналите са първите писмени паметници, разкриващи историята на античния свят. В България и Русия аналите са известни под името летописи, а във Византия – хроники.
Едно от най-известните произведения на Тацит – Ab excessu divi Augusti (След края на божествения Август) е наречено от историците след него „Анали“.